# Jazīreh-ye Qūyūn Dāghī
Jazīreh-ye Qūyūn Dāghī (persiska: جَزيرِۀ قُيون داغی, جزیره قویون داغی, جَزيرِۀ قويون داغی, Jazīreh-ye Qowyūn Dāghī, جَزيرِۀ كويُن, جَزيرِۀ قويون) är en ö i Iran.   Den ligger i provinsen Östazarbaijan, i den nordvästra delen av landet, 500 km väster om huvudstaden Teheran. Jazīreh-ye Qūyūn Dāghī ligger i Urmiasjön.